# Isola di Dick
L'isola di Dick (in russo Остров Дика ostrov Dika) è una piccola isola russa nell'Oceano Artico che fa parte della Terra di Zichy nell'arcipelago della Terra di Francesco Giuseppe.

## Geografia
Isola di Dick si trova nella parte nord della Terra di Zichy, a poca distanza dalla costa meridionale dell'isola di Karl-Alexander; ha una forma circolare con un diametro di circa 0,15 km.